# Pustinjski ris
Pustinjski ris (lat. Felis catus x rufus) je vrsta mačke nastala parenjem domaće mačke (Felis catus) s crvenim risom  (Felis rufus ili Lynx rufus).  
Pustinjski ris mora biti barem 12,5% crveni ris za biti priznan kao takvi. 
Kao kućni ljubimci, vrlo su umiljati i doživotni drugovi.

## Vanjske poveznice
- Pustinjski ris  Arhivirana inačica izvorne stranice od 9. travnja 2006. (Wayback Machine) s centralpets.com